# Willy Morel
Willy Alfred Morel (* 8. August 1894 in Frankfurt am Main; † 9. April 1973 in London) war ein deutscher klassischer Philologe.

## Leben
Willy Morel stammte aus einer wohlhabenden jüdischen Familie. Er studierte – unterbrochen von 1915 bis 1918 durch Kriegsdienst während des Ersten Weltkrieges – Klassische Philologie an den Universitäten zu Freiburg, Straßburg und Frankfurt am Main, wo er 1921 mit einer Dissertation über die Tragödie Hypsipyle des Euripides promoviert wurde (De Euripidis Hypsipyla). Nach der Promotion lebte er als Privatgelehrter in Frankfurt und widmete sich einer ausgedehnten Publikationstätigkeit. Neben zahlreichen Aufsätzen und Literaturberichten gab er zwei größere Textausgaben heraus: Fragmenta Poetarum Latinorum (Leipzig 1927) und Appendix Vergiliana (Leipzig 1935).
Während der Zeit des Nationalsozialismus begannen Repressionen gegen Morel. Ihm wurde nach und nach die Möglichkeit zur Publikation entzogen. Neben Aufsätzen in ausländischen Zeitschriften veröffentlichte er Artikel für Paulys Realencyclopädie der classischen Altertumswissenschaft, deren Herausgeber Wilhelm Kroll und Karl Mittelhaus das Unternehmen auch für jüdische Gelehrte offenhielten.
Im Zuge der Novemberpogrome 1938 wurde Morel verhaftet und für kurze Zeit im Konzentrationslager inhaftiert. Nach seiner Freilassung emigrierte er 1939 nach England. Er ließ sich in Cambridge nieder und zog 1941 nach London, wo er bis zu seinem Tod als Privatgelehrter lebte. 1949 wurde er britischer Staatsangehöriger. Sein Nachlass befindet sich teilweise in der Bayerischen Staatsbibliothek.
Im englischen Exil veröffentlichte Morel keine größeren Arbeiten mehr. Die größte Bedeutung hat seine Ausgabe der Fragmenta Poetarum Latinorum. Die Ausgabe wurde 1963 und 1975 unverändert nachgedruckt. Nach diesem zweiten Nachdruck, der zwei Jahre nach Morels Tod erschienen war, unternahm Karl Büchner eine Überarbeitung, die nach seinem Tod (1981) von Jürgen Blänsdorf abgeschlossen wurde. Von Blänsdorf stammen auch die dritte und vierte ergänzte Auflage (1995, 2011).